# Astro Boy (videogioco 1988)
Astro Boy (鉄腕アトム Tetsuwan Atomu) è un videogioco a piattaforme del 1988 per Famicom.

## Il gioco
Il videogioco di Astro Boy del 1988, meglio conosciuto in Giappone come Tetsuwan Atomu e in Nord America come Mighty Atom, venne pubblicato da Konami per la console Famicom di Nintendo, e corrisponde alla prima trasposizione videoludica del manga di Osamu Tezuka del 1952. Non è mai stato pubblicato al di fuori del Giappone.